# 運動畫刊泳裝特輯
《運動畫刊泳裝特輯》（英語：Sports Illustrated Swimsuit Issue）是美國雜誌商《運動畫刊》每年二月中旬左右發行的雜誌。 以穿著泳裝的時尚模特兒為封面，且從創刊至今的封面人物皆為女性。有些人認為，這本雜誌是成為超級名模的裁決者。首次發行於1964年，歸功於1946年發明了比基尼。
泳裝特輯在2005年為這個雜誌帶來總計3500萬美元的廣告量。 1978年刊是最受歡迎的一本，而銷售最好的一期是凱西·愛爾蘭1989年的25週年刊。 
數年來，許多的模特兒皆上過封面，像是Cheryl Tiegs、克麗絲汀·布林克利、寶麗娜·波域斯高娃、艾丽·麦花逊、雷切爾·亨特、麗貝卡·羅梅恩、皮特拉·念高娃、瓦萊里婭·馬扎、海蒂·克隆、泰拉·班克斯及瑪莉莎·米勒。其他也有些出現於內頁，像是辛蒂·克勞馥、史蒂芬妮·西摩、妮姬·泰勒、安吉埃弗哈特及娜歐蜜·坎貝兒。
也有八位模特兒一同刊登在2006年刊的咖啡桌書籍《Sports Illustrated: Exposure》，由Raphael Mazzucco拍攝及Diane Smith製作，透過史無前例的「團拍」（reunion shoot）手法，呈現139頁從未發佈過的圖片，之後也發行于行動裝置上。
2007年，泳裝特輯首度發行于中國。

## 外部連結
- 運動畫刊泳裝特輯的Facebook專頁
- 運動畫刊泳裝特輯的X（前Twitter）